# 391e régiment d'artillerie
Le 391e régiment d'artillerie de tranchée est un régiment d'artillerie français qui a participé à la Seconde Guerre mondiale.

## Création et différentes dénominations
- janvier 1940 : formation du 391e régiment d'artillerie de tranchée
- juin 1940 : dissolution

## Historique des garnisons, combats et batailles

### Seconde Guerre mondiale
Il est formé en janvier 1940, avec 3 groupes équipés chacun de 18 mortiers de 150 mm T Mle 1917. 
Deux batteries (soit 12 mortiers) combattent lors de la Bataille de Monthermé, soutenant la défense du deuxième bataillon de 42e demi-brigade de mitrailleurs coloniaux face à l'attaque de la 6e Panzerdivision commencée le 13 mai 1940. Toutefois, la cadence de tir des pièces ne permet pas un vrai tir de barrage face aux Allemands traversant la Meuse mais les artilleurs parviennent cependant à stopper la progression du III./Schützen-Regiment 4 le 13 au soir puis à endommager dans la nuit la passerelle utilisée par les Allemands pour franchir la Meuse. Le 14 au soir, les artilleurs détruisent leurs pièces, ayant épuisé leurs munitions (580 coups). Sous les ordres du capitaine Duchemin, ils combattent ensuite comme infanterie.
Le régiment combat jusqu'au 22 juin 1940.

## Personnalité ayant servi au sein du régiment
- Georges Denis[5]